# رومئو و ژولیت (گونو)

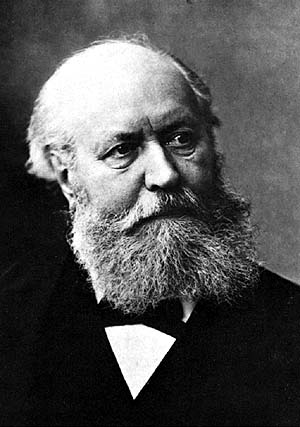
شارل گونو

رومئو و ژولیت (به فرانسوی: Roméo et Juliette) اپرایی در پنج پرده از آهنگساز فرانسوی، شارل گونو است. اپرانامهٔ آن به زبان فرانسوی است و توسط ژول باربیه و میشل کاره، برپایهٔ تراژدی رومئو و ژولیت ویلیام شکسپیر نوشته شده‌است. این اپرا نخستین بار در ۲۷ آوریل ۱۸۶۷ در تئاتر لیریک پاریس اجرا شد. شهرت آن برای چهار دوخوانیِ شخصیت‌های اصلی و والسِ «می‌خواهم زندگی کنم» «Je veux vivre» برای خوانندهٔ سوپرانو است.

## تاریخچهٔ اجرا

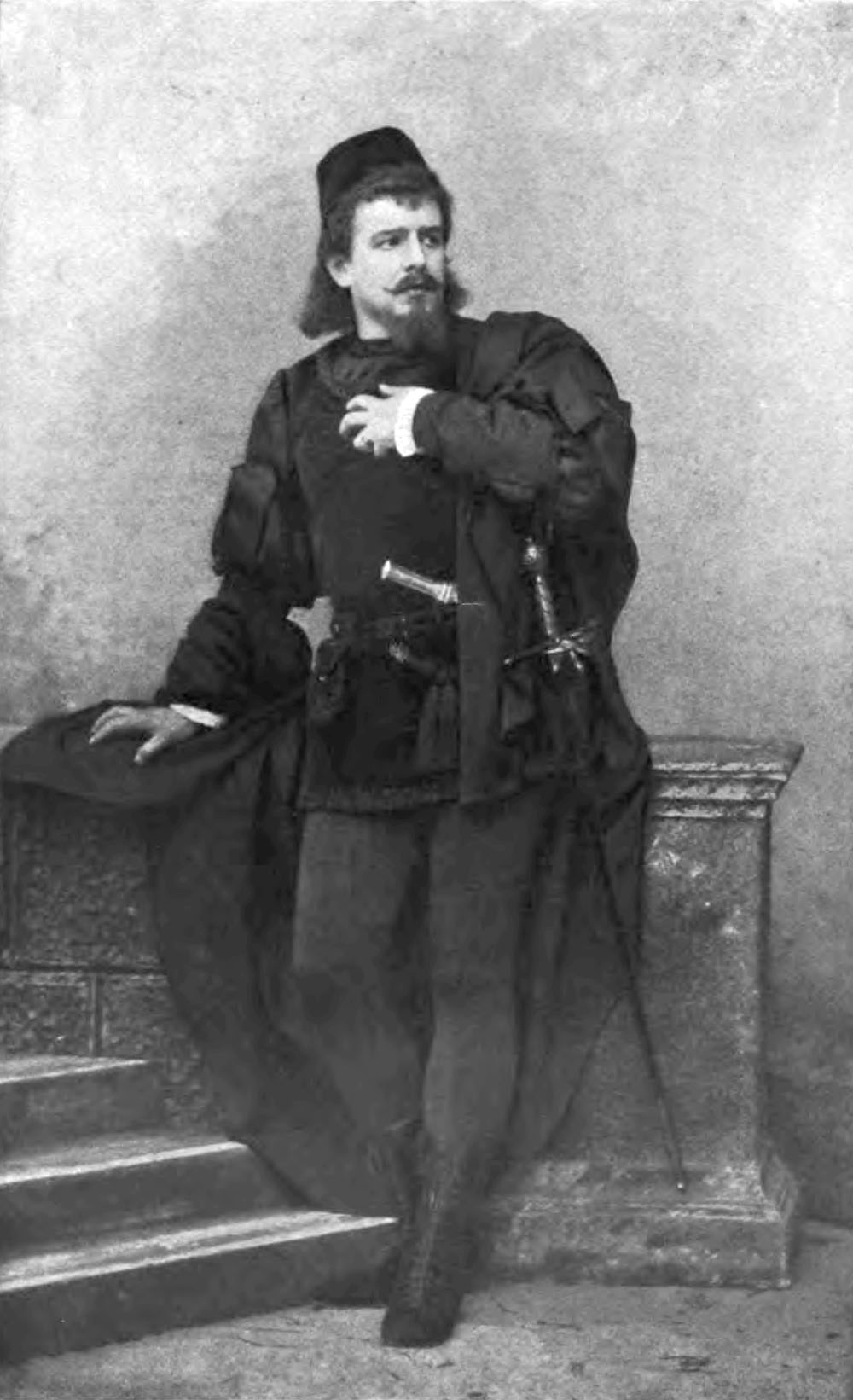
ژان دو رشکه در نقش رومئو (پاریس، ۱۸۸۸ میلادی)

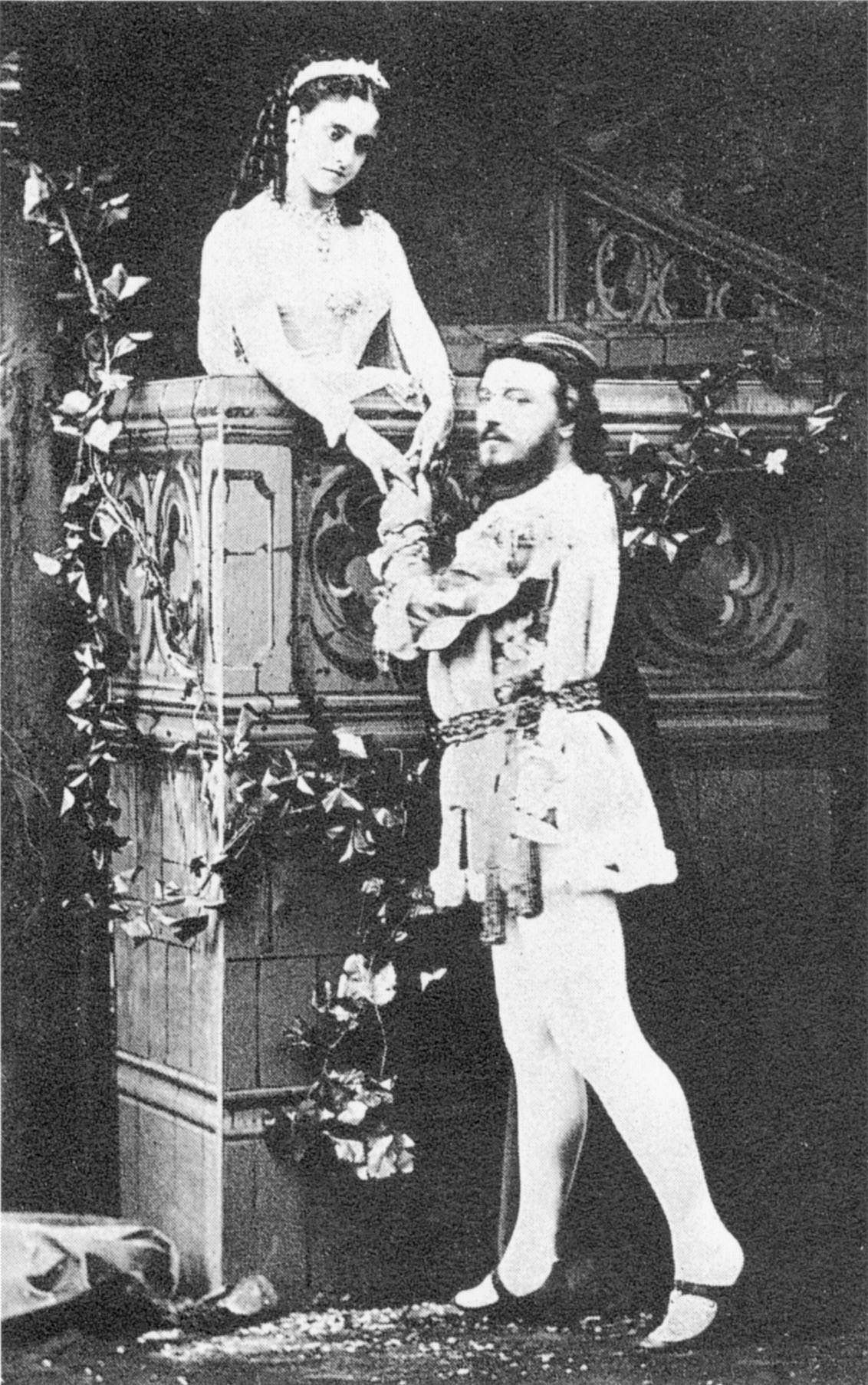
آدلینا پتی و ماریو (تنور) در پردهٔ دوم، لندن، ۱۸۶۷

اپرای فاوست گونو از زمان اجرایش در ۱۸۵۹ میلادی، روز به روز محبوب‌تر می‌گشت (این اپرا میان سال‌های ۱۸۵۹ و ۱۸۶۸ بیش از ۳۰۰ بار اجرا شده بود). این موفقیت موجب شد گونو برای ساخت کار جدیدی از سوی مدیر تالار سفارش دریافت کند. در پشت صحنه مشکلاتی برای اجرای نقش تنور اصلی وجود داشت و گفته می‌شد گونو پردهٔ آخر را دو بار تصنیف کرده‌است. اما پس از تمرین عمومی و اجرای نخست، اپرا با تشویق و استقبال بالایی روبرو شد. حضور شخصیت‌های بلند مرتبه که در آن زمان برای شرکت در یک نمایشگاه در پاریس به‌سر می‌بردند به موفقیت اپرا کمک کرد. به‌زودی نسخهٔ تمسخرآمیزی نیز به نام رام و آب در ژوئیه اجرا گردید.
اپرا در ۲۰ ژانویهٔ ۱۸۷۳ وارد رپرتوار اپرا کامیک شد و در مدت ۱۴ سال ۳۹۱ بار اجرا گردید. رومئو و ژولیت نخستین بار در ۱۱ ژوئیهٔ ۱۸۶۷ در لندن و در ۱۵ نوامبر همان سال در نیویورک اجرا شد. اپرا در ۱۹۱۲ میلادی برای نخستین بار ضبط گردید.

## نقش‌های اصلی
- ژولیت: سوپرانو
- رومئو: تنور

### خلاصهٔ داستان
لیبرتّو داستان نمایش‌نامهٔ شکسپیر را دنبال می‌کند.